# Picnik
Picnik — онлайн-сервис для графического редактирования изображений, приобретённый компанией Google в 2010 году и закрытый 19 апреля 2013 года.
Сервис позволял пользователям обрабатывать изображения в онлайн-режиме, добавлять к ним стили, обрезать, переворачивать и изменять размер, настраивать яркость, цвета, а после сохранять уже отредактированный результат. Загруженные с компьютера или веб-сайта изображения после онлайн-обработки могли быть сразу опубликованы в социальных сетях, таких как Facebook, Myspace. Базовые инструменты редактирования в Picnik были бесплатными, а дополнительные — становились доступными только после оформления платной подписки.
Основателями сервиса являлись Джонатан Спозато, Даррин Массена и Майк Харрингтон (в прошлом — сооснователь компании Valve).
В январе 2012 года стало известно, что Google собирается закрыть Picnik, предоставив бесплатный доступ ко всем функциям платной версии до даты закрытия. Инструменты редактирования перенесли Google+ (сейчас: Google Фото). Против закрытия Picnik была создана онлайн-петиция.